# Jîhailove, Rozdilna
Jîhailove (în ucraineană Жигайлове) este un sat în comuna Zaharivka din raionul Rozdilna, regiunea Odesa, Ucraina.

## Demografie
Componența lingvistică a localității Jîhailove
     Ucraineană (80,85%)
     Română (17,02%)
     Rusă (2,13%)
Conform recensământului din 2001, majoritatea populației localității Jîhailove era vorbitoare de ucraineană (80,85%), existând în minoritate și vorbitori de română (17,02%) și rusă (2,13%).